# Voix de l'océan Indien
Les Voix de l'océan Indien sont un concours et récompense musicale portant sur la scène musicale de plusieurs îles de l'Océan Indien : Seychelles, Mayotte, Comores, Madagascar, Maurice et La Réunion. Le concours est organisé par l'association Voix de l’océan Indien et Organizo Productions et a lieu à Saint-Denis de la Réunion.
Les artistes sont proposés par le public qui présente les artistes actifs sur la zone du concours pour une période calendaire donnée. Un comité de sélection effectue alors un choix, présenté au jury final. Pour la 7e édition, plus de 300 demandes ont été présentées au comité de sélection.

## Édition 2017
Les Voix de l'océan Indien 2017 sont la 8e édition des Voix de l'océan Indien qui a lieu le samedi 16 décembre 2017 en direct de la Cité des Arts à Saint-Denis à La Réunion.
Pendant cette cérémonie, les artistes réunionnais et de l'océan Indien se verront remettre des trophées par des personnalités de la filière musicale locale, en récompense de leur travail, de leur talent, de leur évolution et de leur popularité. 
Artistes gagnants : 
- Meilleur Artiste Maloya : Héritaz Maloya (Réunion)
- Meilleur Artiste Séga : Fami Mélody (Réunion)
- Meilleur Artiste Musique urbaine : Kosla (Réunion)
- Meilleur Artiste Chanson World music/Pop : Kénaelle (Réunion)
- Meilleur Artiste Electro : Do-moon (Réunion)
- Chanson de l’Année : Kénaelle (Réunion)
- Meilleure Voix Masculine : Hans Nayna (Maurice)
- Meilleure Voix Féminine : Jane Constance (Maurice)
- Meilleure Production Audiovisuelle : Sega'el Ft. Dimix Staya (Réunion)
- Meilleur artiste Maurice : Alain Ramanisum
- Meilleur Artiste Madagascar : Stéphanie
- Meilleur Artiste Mayotte : Rekman Seller
- Meilleur Artiste Comores : Dadi poslim
- Prix Hommage : Jean Pierre Laselve (Réunion)
- Prix Espoir : Kaloune (Réunion)

## Édition 2016
L'édition 2016 est la 7e édition des Voix de l'Océan Indien, elle a été présentée par Audrey Dardenne et Yoana Atchama.
- Meilleur artiste maloya : Kaloubadia
- Meilleur artiste séga : Olivier Brique
- Meilleur artiste musique urbaine : Master Bass
- Meilleur artiste Pop Rock Electro Reggae : Tine Poppy
- Meilleur artiste Chanson World Jazz : Christophe Zoogones
- Meilleure Voix féminine : Tania Boristhème
- Meilleure Voix masculine : Bernard Joron
- Meilleur spectacle musical : La Genèse de Dracula, une comédie musicale de Louïz[8],[9]
- Meilleure production audiovisuelle : Mama don't give up

## Édition 2015
- Meilleur Chanteur mahorais : Mtoro Chamou

## Édition 2014
- Meilleur Artiste mahoraise : Saandati Moussa

## Édition 2012
Les Voix de l'océan Indien 2012 sont la 3e édition des Voix de l'océan Indien qui a lieu le vendredi 6 juillet 2012 en direct de la salle Vladimir Canter (Université de Saint-Denis) à La Réunion.
- Meilleur Artiste Maloya : Kozman Ti Dalon
- Meilleur Artiste Séga : Séga'el
- Meilleur Artiste pop, rock, électro, reggae : Toguna
- Meilleur Artiste rap, ragga, dancehall : Atep
- Chanson de l’Année : Ensemb ou (Maïko)
- Meilleure Voix Masculine :  JF Gang
- Meilleure Voix Féminine : Iza
- Meilleure Production Audiovisuelle : Audrey Dardenne Pour des prunes
- Meilleur spectacle ou tournée : Apolonia

Représentants des îles sœurs : 
- Denis Azor  Maurice
- Maryah  Madagascar
- Papa Giro  Mayotte